# 유스촌
유스촌(遊子村)은 에히메현 기타우와군에 설치된 촌이다. 